# Championnat de France de football de troisième division 2007-2008
Navigation
National 2006-2007 National 2008-2009
Le Championnat de France de football National 2007-2008 a vu la victoire du Vannes OC.

## Les 20 clubs participants
| \| Romorantin Calais Louhans-C. Entente SSG Cherbourg Cannes Martigues Sète Beauvais Pau Villemomble Nîmes Arles Rodez Laval Tours Créteil Vannes Paris FC Istres \| Localisation des clubs engagés dans le championnat. |
| Romorantin Calais Louhans-C. Entente SSG Cherbourg Cannes Martigues Sète Beauvais Pau Villemomble Nîmes Arles Rodez Laval Tours Créteil Vannes Paris FC Istres                                                           |

| \| Entente SSG Paris FC Villemomble Créteil \| Localisation des clubs franciliens engagés en National. |
| Entente SSG Paris FC Villemomble Créteil                                                               |

| Entente SSG Paris FC Villemomble Créteil |

| \| Martigues Arles Istres \| Localisation des clubs des Bouches-du-Rhône engagés en National. |
| Martigues Arles Istres                                                                        |

| Martigues Arles Istres |

| Club Statut professionnel     | En National depuis | Provenance | Classement 2007-2008 | Entraîneur            |
| ----------------------------- | ------------------ | ---------- | -------------------- | --------------------- |
| US Créteil-Lusitanos          | 2007               | Ligue 2    | 18e (L2)             | Olivier Frapolli      |
| FC Istres OP                  | 2007               | Ligue 2    | 19e (L2)             | Frédéric Arpinon      |
| Tours FC                      | 2007               | Ligue 2    | 20e (L2)             | Daniel Sanchez        |
| Stade lavallois MFC           | 2006               | Ligue 2    | 4e                   | Philippe Hinschberger |
| Nîmes Olympique               | 2002               | Division 2 | 5e                   | Jean-Luc Vannuchi     |
| Paris FC                      | 2006               | CFA        | 6e                   | Jean-Guy Wallemme     |
| FC Sète                       | 2006               | Ligue 2    | 7e                   | Thierry Laurey        |
| CS Louhans-Cuiseaux           | 2005               | CFA        | 8e                   | Stéphane Crucet       |
| AS Beauvais                   | 2006               | CFA        | 9e                   | Alexandre Clément     |
| SO Romorantin                 | 2002               | CFA        | 10e                  | Jean-Marc Pilorget    |
| Entente Sannois Saint-Gratien | 2003               | CFA        | 11e                  | Kamel Djabour         |
| AS Cherbourg                  | 2002               | CFA        | 12e                  | Noël Tosi             |
| AS Cannes                     | 2001               | Division 2 | 13e                  | Patrice Carteron      |
| FC Martigues                  | 2006               | CFA        | 14e                  | Claude Calabuig       |
| Vannes OC                     | 2005               | CFA        | 15e                  | Stéphane Le Mignan    |
| Pau FC                        | 1998               | CFA        | 16e                  | David Vignes          |
| Athlétic Club arlésien        | 2007               | CFA        | 1er (CFA)            | Michel Estevan        |
| Villemomble Sports            | 2007               | CFA        | 1er (CFA)            | Alain Mboma           |
| Calais RUFC                   | 2007               | CFA        | 1er (CFA)            | Sylvain Jore          |
| Rodez AF                      | 2007               | CFA        | 1er (CFA)            | Franck Rizzetto       |

## Compétition

### Règlement
Le classement est calculé avec le barème de points suivant : une victoire vaut trois points, le match nul un. La défaite ne rapporte aucun point. En cas d'égalité, et contrairement à ce qui se passe pour les divisions entièrement professionnelles, les clubs sont départagés à la différence de buts particulière.

### Classement final
| Rang | Équipe                 | Pts  | J  | G  | N  | P  | Bp | Bc | Diff |
| ---- | ---------------------- | ---- | -- | -- | -- | -- | -- | -- | ---- |
| 1    | Vannes OC              | 69   | 38 | 20 | 9  | 9  | 47 | 31 | +16  |
| 2    | Tours FC R             | 65   | 38 | 18 | 11 | 9  | 53 | 31 | +22  |
| 3    | Nîmes Olympique        | 63   | 38 | 17 | 12 | 9  | 51 | 40 | +11  |
| 4    | AS Cherbourg           | 61   | 38 | 17 | 10 | 11 | 47 | 37 | +10  |
| 5    | Stade lavallois MFC    | 58   | 38 | 14 | 16 | 8  | 51 | 31 | +20  |
| 6    | FC Sète                | 56   | 38 | 14 | 14 | 10 | 39 | 29 | +10  |
| 7    | US Créteil-Lusitanos R | 51   | 38 | 12 | 15 | 11 | 47 | 35 | +12  |
| 8    | AC Arles P             | 51   | 38 | 12 | 15 | 11 | 37 | 36 | +1   |
| 9    | AS Beauvais Oise       | 51   | 38 | 13 | 12 | 13 | 44 | 44 | 0    |
| 10   | Paris FC               | 50   | 38 | 12 | 14 | 12 | 52 | 53 | -1   |
| 11   | Entente SSG            | 50   | 38 | 15 | 5  | 18 | 46 | 52 | -6   |
| 12   | FC Istres OP R         | 50   | 38 | 13 | 11 | 14 | 40 | 42 | -2   |
| 13   | Rodez AF P             | 48   | 38 | 14 | 6  | 18 | 42 | 49 | -7   |
| 14   | AS Cannes              | 47-3 | 38 | 12 | 14 | 12 | 41 | 49 | -8   |
| 15   | Calais RUFC P          | 47   | 38 | 11 | 14 | 13 | 39 | 41 | -2   |
| 16   | CS Louhans-Cuiseaux    | 45   | 38 | 12 | 9  | 17 | 40 | 61 | -21  |
| 17   | Pau FC                 | 41   | 38 | 12 | 5  | 21 | 39 | 61 | -22  |
| 18   | Villemomble Sports P   | 41   | 38 | 9  | 14 | 15 | 29 | 38 | -9   |
| 19   | FC Martigues           | 40   | 38 | 9  | 13 | 16 | 40 | 48 | -8   |
| 20   | SO Romorantin          | 37   | 38 | 8  | 13 | 17 | 31 | 47 | -16  |

Promotions et relégations
- Promotion en Ligue 2 2008-2009
- Relégation en CFA 2008-2009

Abréviations
- P : Promu de CFA 2006-2007
- R : Relégué de Ligue 2 2006-2007
- -1 : Point(s) de pénalité reçu(s)

Victoire à 3 points.
- En cas d'égalité de points, les équipes sont départagées à la différence de buts particulière.

### Classement des buteurs
Le tableau suivant liste les joueurs selon le classement des buteurs pour la saison 2007-2008 de National.
| Rang | Buteur            | Club         | Buts Note 1 | Pen. Note 2 | Ratio Note 3 |
| ---- | ----------------- | ------------ | ----------- | ----------- | ------------ |
| 1    | Youssef Adnane    | AS Cherbourg | 20          | 2           | 0,63         |
| 2    | Kassi Ouédraogo   | AS Beauvais  | 18          | 5           | 0,49         |
| 3    | Wellington Dantas | Entente SSG  | 17          | 3           | 0,47         |

| Mis à jour au 16 mai 2008. 1 : Nombre de buts inscrits incluant le nombre de pénaltys 2 : Nombre de pénaltys 3 : Ratio (buts inscrits/matchs joués) |